# Upasampadā
 Upasaṃpadā (sanscrito, pāli Upasampadā, cinese 具足戒 jùzú jiè, giapp. gusoku kai, coreano 구족계 gujok gye, vietnamita cụ túc giái, giới, tibetano bsnyen par rdzogs pa), vuol dire "intraprendere" ed indica la procedura di ordinazione alla condizione di monaco buddista.
Secondo il Vinaya, il codice monastico buddista, una persona può diventare monaco o monaca una volta compiuti i venti anni di età solitamente dopo un periodo di un anno (ma in realtà variabile nelle varie tradizioni, scuole o luoghi geografici) come novizio (sans. śrāmaṇera, pāli sāṃanera). 
Al di sotto di questa età si può essere ordinati come novizi completando l'abbandono della vita laica (sans. pravrajyā, pāli pabbajā).

## L'Upasampadānel Canone pāli
Secondo la tradizione del Canone pāli l'upasampadā si svolge in queste fasi:
1. il candidato assume i dieci precetti (Mahāvagga I.56);
2. chiede di essere accettato dal suo precettore (Mahāvagga I.25.7);
3. presenta la sua veste e la sua ciotola da monaco (Mahāvagga I.76.3);
4. il precettore si designa come l'istruttore del candidato (Mahāvagga I.76.5);
5. interroga il candidato fuori dell'assemblea sul suo non essere affetto da nessuna di cinque malattie (lebbra, eruzioni cutanee, eczema, tubercolosi ed epilessia), sul suo essere un essere umano, un uomo, un uomo libero, esente da debiti, libero da obblighi verso il governo dello stato, sul suo avere il consenso dei genitori, i venti anni di età, la ciotola e la veste monastica, il suo nome e il nome del suo precettore (Mahāvagga I.76.7);
6. il candidato è chiamato presso l'assemblea (Mahāvagga I.76.8);
7. richiede tre volte di essere accettato nell'assemblea (Mahāvagga I.76.8);
8. il precettore, davanti l'assemblea, interroga nuovamente il candidato come nel punto (5) (Mahāvagga I.76.9);
9. esorta tre volte la comunità dei monaci al silenzio per manifestare assenso, o a parlare per manifestare dissenso all'accettazione del candidato nella comunità; in caso di silenzio, dichiara il candidato accettato nella comunità (Mahāvagga I.76.10-12);
10. ricorda al nuovo monaco i quattro sostegni della vita del monaco:
  1. il cibo elemosinato;
  2. l'abito ottenuto da stracci raccolti oppure da stoffa appositamente donata;
  3. la residenza ai piedi d'un albero oppure in un luogo appositamente destinato a tale uso da parte dei monaci;
  4. l'uso di urina fermentata come medicina, oppure di burro chiarificato, burro fresco, olio, miele e zucchero (Mahāvagga I.77.1);
11. ricorda al nuovo monaco le quattro infrazioni alla regola che comportano l'espulsione dalla comunità:
  1. avere rapporti sessuali;
  2. rubare;
  3. compiere un omicidio;
  4. dichiararsi falsamente in possesso di qualità straordinarie in conseguenza della propria realizzazione spirituale (Mahāvagga I.78.2-5);
12. se il candidato era in precedenza un aderente ad un'altra religione, deve dichiararlo e chiedere tre volte di essere messo alla prova per quattro mesi (Mahāvagga I.38.3);
13. il precettore esorta la comunità dei monaci al silenzio per manifestare assenso, o a parlare per manifestare dissenso all'accettazione del periodo di prova del candidato. In caso di silenzio, il precettore dichiara il candidato accettato per quattro mesi di prova (Mahāvagga I.38.4).